# Resinár község
Resinár község (románul: Comuna 	Rășinari) község Szeben megyében, Romániában. Központja Resinár, beosztott falva Priszloptelep.

## Fekvése
Az Erdélyi-medence déli részén, Nagyszebentől 8 kilométerre helyezkedik el Szeben megye délkeleti részén. Szomszédos községek északkeleten Nagyszeben, délen Riuszád, északnyugaton Popláka, nyugaton Guraró és keleten Kisdisznód.

## Népessége
1850-től a népesség alábbiak szerint alakult:
| Lakosok száma | 5006 | 5232 | 5412 | 5739 | 5479 | 5317 | 6255 | 5529 | 5416 | 5362 |
|               | 1850 | 1880 | 1900 | 1920 | 1941 | 1956 | 1977 | 1992 | 2011 | 2021 |

A 2011-es népszámlálás adatai alapján a község népessége 5416 fő volt, melynek 90,88%-a román és 5,95%-a roma. Vallási hovatartozás szempontjából a lakosság 93,41%-a ortodox és 2,38%-a pünkösdista.

## Nevezetességei
A község területéről az alábbi épületek szerepelnek a romániai műemlékek jegyzékében:
- Resinár falu központja (LMI-kódja SB-II-a-B-12510)
- 19. századi Ilarie Mitrea-ház, Resinár 734. szám (SB-II-m-B-12511)
- Dancăşiu-ház 1784-ből, Resinár 844. szám (SB-II-m-B-12514)
- 19. századi ház, Resinár 849. szám (SB-II-m-B-12515)
- Resinári régi iskola (SB-II-m-B-12509)
- Resinári Barcianu-kúria (SB-II-a-B-12517)
- Resinári Szent Paraszkiva-templom (SB-II-m-A-12518)
- Püspöki rezidencia (SB-II-m-B-12508)
- Faház és csűr 1835-ből, Resinár, Str. Sibiului 786. (SB-II-m-B-20321 és SB-II-m-B-20322)
- Faház 1832-ből, Resinár, Str. Andrei Saguna 817. (SB-II-m-B-12513)
- Andrei Șaguna sírhelye a resinári Szentháromság templom temetőjében (SB-IV-m-B-12628)
- Emil Cioran-ház (SB-IV-m-B-12630)
- Octavian Goga-ház (SB-IV-m-B-12629)
- Kőkereszt 1883-ből, Str. Sibiului (SB-IV-m-B-12631)

## Híres emberek
Resináron születtek
- Sava Popovici Barcianu (1814–1879) teológus
- Ilarie Mitrea (1842–1904) természettudós, utazó
- Daniel Popovici Barcianu (1847-1903) tanár, politikus
- Eugen Brote (1850–1912) publicista, politikus
- Octavian Goga (1881–1938) költő, politikus
- Emil Cioran (1911–1995) filozófus[6]